# Fensterbank

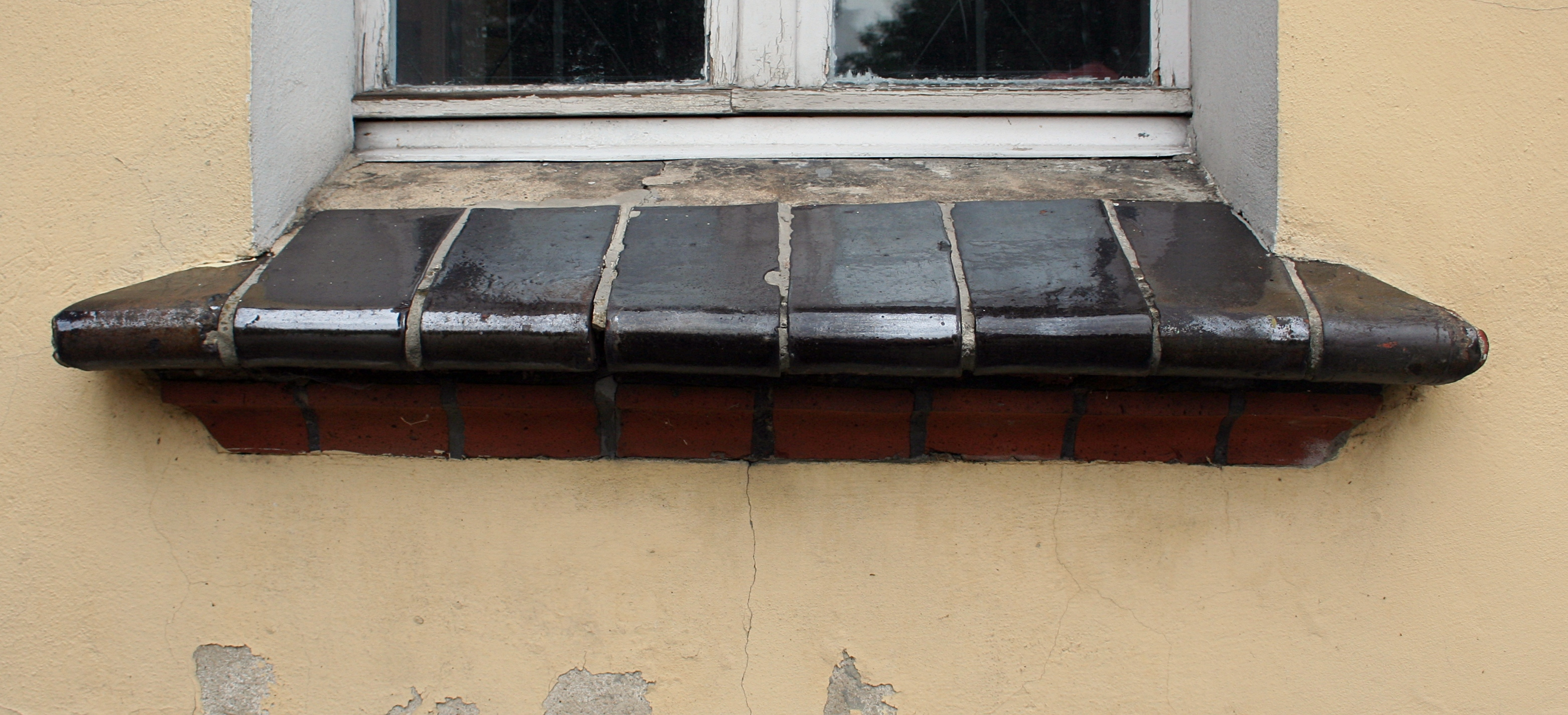
Abgeschrägte Außenfensterbank aus witterungsbeständigen, glasierten Formziegeln

Die Fensterbank (Sohlbank) ist die untere Begrenzung einer Fensteröffnung, bzw. der obere Abschluss einer Fensterbrüstung.

## Funktionen und Beschreibung

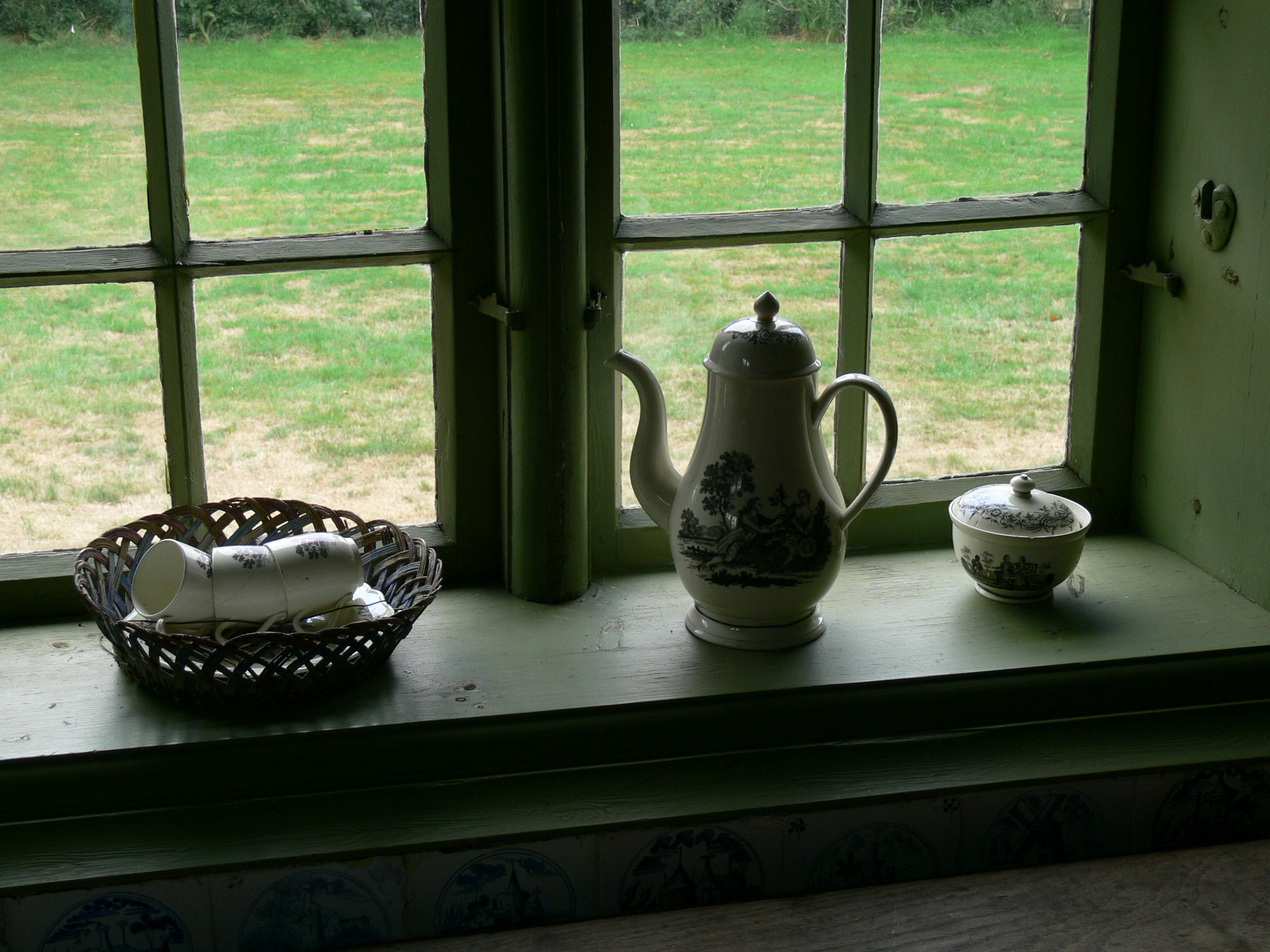
Innenfensterbank aus Holz als Abstellfläche

Fachlich wird zwischen einer Außenfensterbank und der raumseitigen Innenfensterbank unterschieden, die jeweils unterschiedliche Funktionen wahrnehmen und in der Regel auch aus unterschiedlichen Materialien gefertigt sind. Außen war die Fensterbank meist aus witterungsbeständigem Stein und besteht heute aus Blech, Naturstein, Kunststein oder Betonwerkstein; auch asbesthaltiger Faserzement kam zum Einsatz. Sie muss nach vorne geneigt sein, über das Mauerwerk überstehen und eine Wassernase erhalten. Die Innenfensterbank dient unterm Fenster auch als Stellfläche, oft für Zimmerpflanzen; sie ist waagerecht ausgebildet und durch ein hölzernes Brett oder eine Steinplatte abgedeckt.
Das aus Holz gefertigte Brett der Innenfensterbank wurde früher als Lateibrett bezeichnet.
Wenn die Fensterbank außen Teil eines Fassadengesimses ist, wird dieses insgesamt als Sohlbankgesims bezeichnet.
Die Tiefe der Fensterbank variiert abhängig von der Wanddicke, die sich aus der Wandkonstruktion (Mauerwerksbau, Holzbau) ergibt und von der jeweiligen Einbausituation des Fensters innerhalb der Laibung. Sitzt das Fensterelement nahe an der Gebäudeaußenkante, so bleibt noch ein verhältnismäßig großer innenseitiger Rest als Stellfläche übrig.

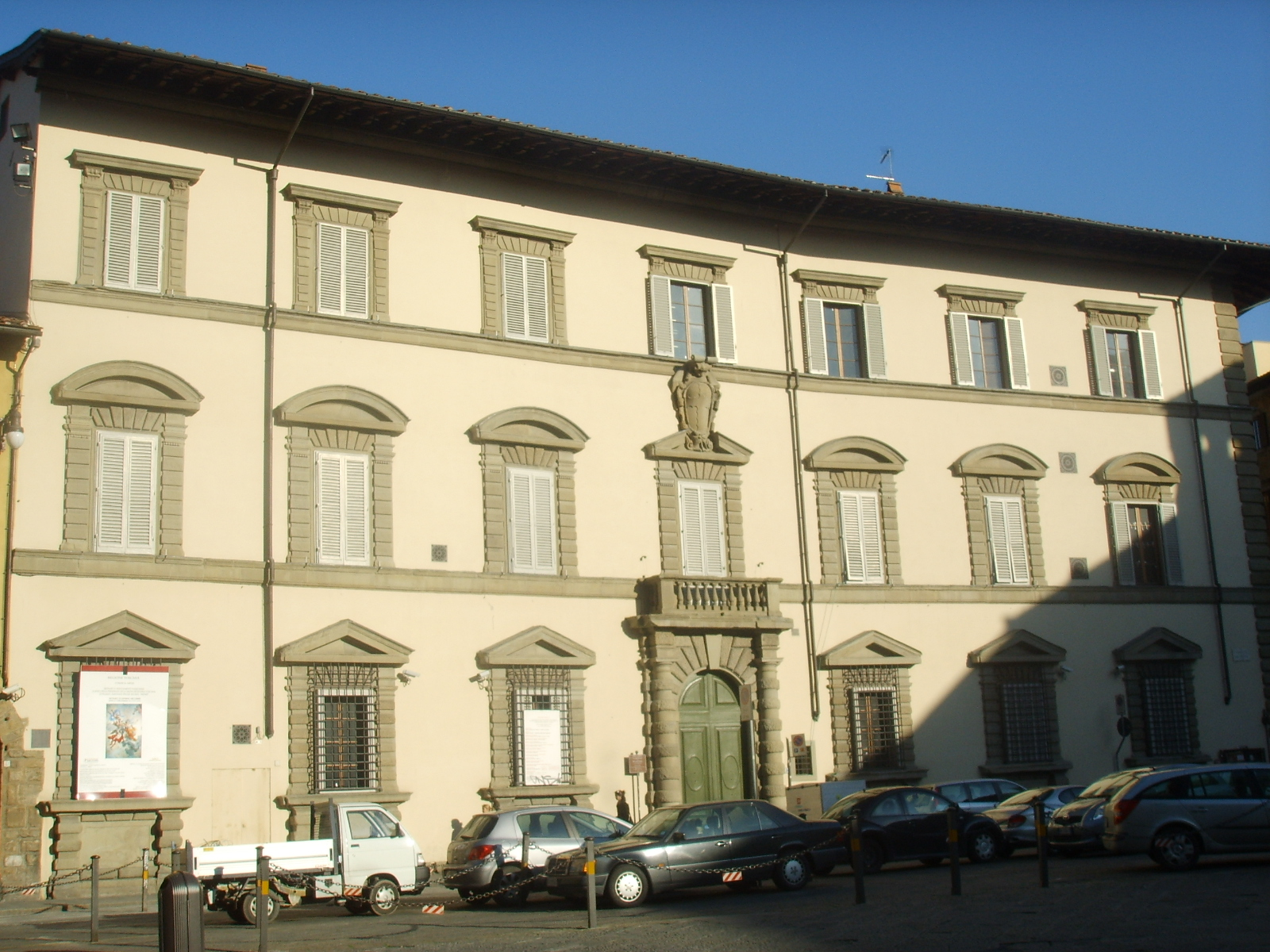
Obergeschossfenster mit durchlaufenden Sohlbankgesimsen

In Deutschland werden heute Innenfensterbänke meist nicht zum Bauteil Fenster gezählt und daher in der Regel auch nicht vom Fensterbauer, sondern von Firmen gefertigt und eingebaut, die auch für Bodenbelagsarbeiten verantwortlich sind. Heutige Außenfensterbänke sind oft unmittelbarer Bestandteil des Bauteils Fenster und fest mit dem jeweiligen Blendrahmen verbunden. Es gibt jedoch auch Module, in denen sich Außenfensterbänke unabhängig vom Blendrahmen montieren lassen.
Um die Geräusche aufschlagender Regentropfen zu reduzieren, können unterseitig spezielle Antidröhnfolien aus Bitumen-Rohfilzpappe aufgeklebt werden. Laut RAL-Leitfaden sollte mindestens ⅓ der Fensterbankausladung mit Antidröhnstreifen beklebt sein.

## Begriff Fensterbank

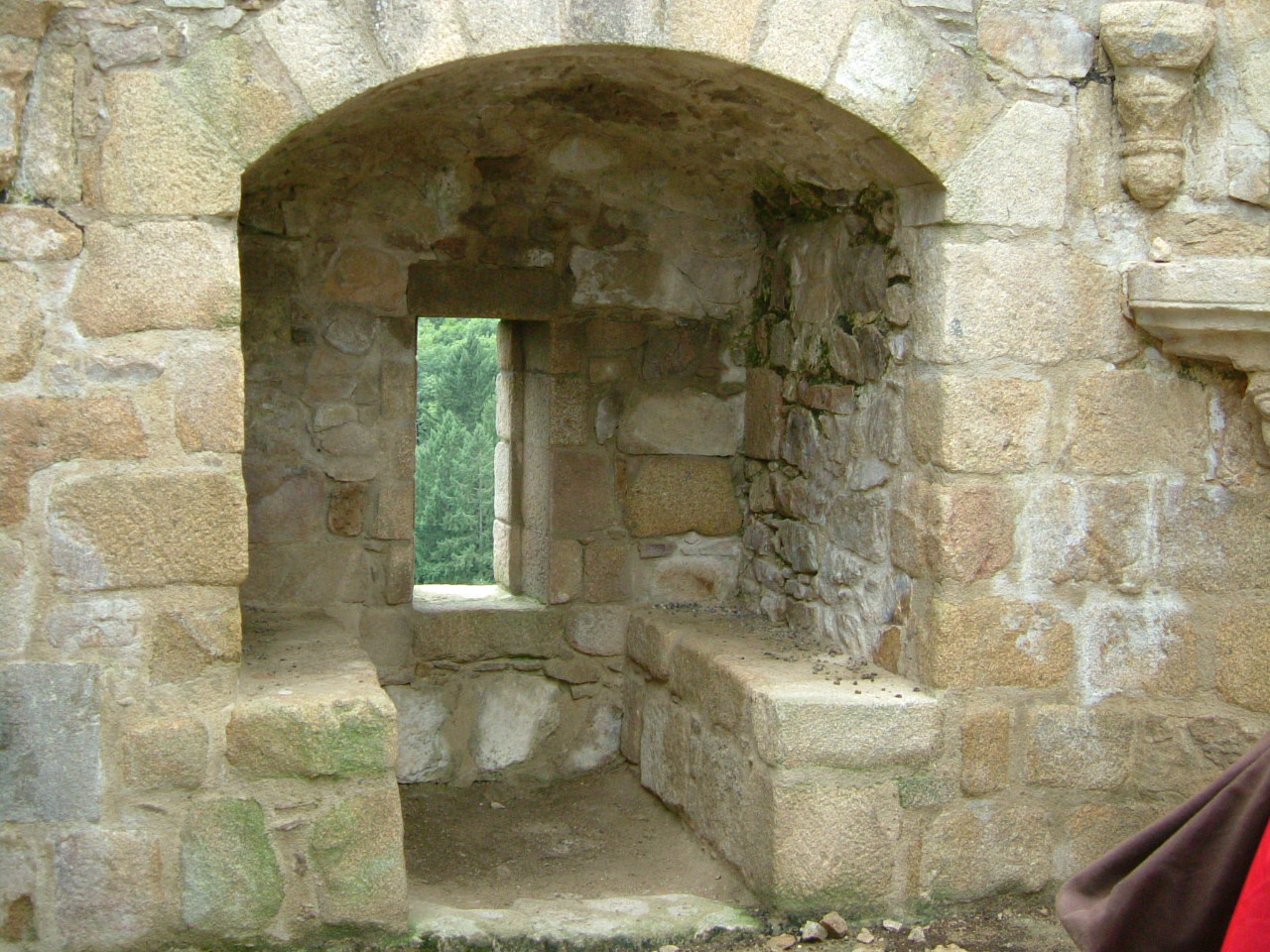
Fensterbänke in einer mittelalterlichen Fensternische (Ruine des Schlosses in Crozant)

Begrifflich rührt die Fensterbank von der Sitzbank in der Fensternische in der Außenmauer eines Wohnraumes her. Da mittelalterlichen Mauerwerksbauten eine beträchtliche Tiefe aufweisen konnten, waren Fensterbänke ursprünglich nicht parallel unterm Fenster, sondern im rechten Winkel zum Fenster angelegt. Die Fensterbank konnte so bei Tageslicht u. a. zum Lesen und Handarbeiten genutzt werden.

## Begriff Sohlbank
Der Begriff der Sohlbank rührt von Sohle, der alten Bezeichnung für Türschwelle und nimmt Bezug auf eine ältere Bauweise im Steinbau: Als Sohlbank wurde früher die steinerne Schwelle einer Tür oder eines Fensters bezeichnet, auf der die seitlichen Gewändepfosten aufstehen, im Gegensatz zur früher sogenannten Streifbank, bei der die Schwelle zwischen die Pfosten gesetzt wurde.

## Begriff Ausladung
Die Ausladung einer Fensterbank bezeichnet den waagerechten Überstand über die Außenkante der Fassade hinaus. Sie ist ein wesentliches Konstruktionsmerkmal bei Außenfensterbänken, da sie das ablaufende Regenwasser von der Fassade fernhält und so Feuchteschäden am Mauerwerk verhindert. Je nach Gebäudetyp, Putzdicke und regionaler Wetterbelastung variiert die empfohlene Ausladung, liegt aber meist zwischen 3 und 5 Zentimetern über die fertige Außenwand hinaus. Zusätzlich wird am vorderen Rand häufig eine Tropfkante (Wassernase) eingearbeitet, um das Wasser gezielt abtropfen zu lassen und Streifenbildung an der Fassade zu vermeiden.